# بنجامين ماكو هيل
بنيامين ماكو هيل (بالإنجليزية: Benjamin Mako Hill) ولد في الثاني من ديسمبر 1980 وهو مبرمج ومطور في دبيان لينكس وباحث في الملكية الفكرية مشارك في حركة البرمجيات الحرة ومطور برمجيات.
و أيضا يعد من المفكرين الأساسيين من الجيل الثاني في منظمة البرامج الحرة التي يرأسها ريتشارد ستالمان.

## وصلات خارجية
- الموقع الشخصي